# 伯莱杜
伯莱杜（法語：Belleydoux，法語發音：[bəlɛdu]）是法国安省的一个市镇，位于该省东北部，属于楠蒂阿区。

## 地理
伯莱杜（46°15'9"N, 5°46'39"E）面积17.63 平方千米，位于法国奥弗涅-罗讷-阿尔卑斯大区安省，该省份为法国东部省份，北起汝拉省，西北接索恩-卢瓦尔省，西接罗讷省和里昂大都会，南至伊泽尔省，东与萨瓦省、上萨瓦省和瑞士接壤。
与伯莱杜接壤的市镇（或旧市镇、城区）包括：尚弗罗米耶、埃沙隆、日龙、莱布舒、拉佩斯、维里。

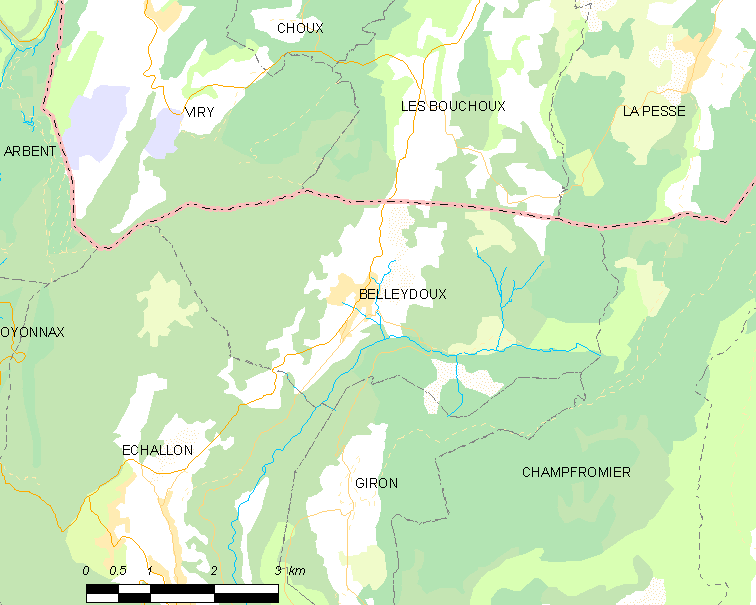
伯莱杜的OSM定位图

伯莱杜的时区为UTC+01:00、UTC+02:00（夏令时）。

## 行政
伯莱杜的邮政编码为01130，INSEE市镇编码为01035。

## 政治
伯莱杜所属的省级选区为楠蒂阿县。

## 人口

1962-2008年间伯莱杜人口变化图示

伯莱杜于2022年1月1日时的人口数量为306人。